# Anton Smolski
Anton Smolski, bělorusky Антон Андрэевіч Смольскі (* 16. prosince 1996 Pjasočnaje) je běloruský reprezentant v biatlonu a stříbrný medailista z vytrvalostního závodu z pekingské olympiády. Ve světovém poháru obsadil nejlépe třetí místo, poprvé ve sprintu v rakouském Hochfilzenu v prosinci 2021. S běloruským týmem se nejlépe umístil na druhém místě v lednu 2022 ve smíšené štafetě.
Biatlonu se věnuje od roku 2012. Ve světovém poháru debutoval v listopadu 2017 ve smíšeném závodu dvojic ve švédském Östersundu.

## Výsledky

### Olympijské hry a mistrovství světa
| Sezóna  | Akce | Místo         | SP  | SZ  | HZ  | IZ  | ŠT  | SŠT | SZD | Věk    |
| ------- | ---- | ------------- | --- | --- | --- | --- | --- | --- | --- | ------ |
| 2017/18 | ZOH  | Pchjongčchang | 35. | 33. | –   | –   | 8.  | –   | ×   | 21 let |
| 2018/19 | MS   | Östersund     | 77. | –   | –   | 58. | 10. | 13. | –   | 22 let |
| 2019/20 | MS   | Anterselva    | 15. | 38. | –   | 34. | 9.  | 12. | –   | 23 let |
| 2020/21 | MS   | Pokljuka      | 33. | 34. | –   | 29. | 10. | 13. | –   | 24 let |
| 2021/22 | ZOH  | Peking        | 10. | 14. | 17. | 2.  | 8.  | 6.  | ×   | 25 let |